# Francesco Buonagurio
Francesco Buonagurio (7. Oktober 1907 in Neapel oder Marseille – 1943 oder 1945 in deutschem Gewahrsam), auch Kid Francis genannt, war ein italienischer Boxer in der Gewichtsklasse Bantam, der vom NS-Regime ermordet wurde.

## Leben
Buonagurio lernte das Boxen in Argentinien und gab 1923 im Alter von 16 Jahren sein Profidebüt. Auch sein zwei Jahre jüngerer Bruder Guy Bonaugure wurde Boxer, bekannt als Johnny (Kid) Francis oder Young Kid Francis, als er in den USA kämpfte. Ab 1924 lebte Francesco Buonagurio abwechselnd in Paris und in Buenos Aires und trug auch die Mehrzahl seiner Kämpfe in Frankreich und Argentinien aus. 1924 konnte er den amtierenden Südamerikameister im Fliegengewicht, Humberto Guzman, schlagen, im Jahr darauf wurde er französischer Meister im Bantamgewicht. 1926 verlor er den Kampf um die Europameisterschaft nur knapp nach Punkten, sein Gegner war Henri Scillie. In den folgenden Jahren kämpfte er regelmäßig in den Vereinigten Staaten, weil dort bessere Börsen bezahlt wurden. 1931 bestritt er – vor fast 8.000 Zuschauern im Madison Square Garden von New York – einen Schaukampf gegen Fidel LaBarba und begeisterte Publikum und Presse mit einer „entfesselten Boxvorstellung“, wie die New York Times notierte. Im Juni 1931 wurde er auf der Titelseite der Boxzeitschrift The Ring präsentiert. Er war sehr an Literatur interessiert und empfahl seinen Boxkollegen die Lektüre von Ovid und Kipling. 1932 und 1934 trat er im Kampf um die Weltmeisterschaft gegen den legendären Panama Al Brown an und verlor beide Male nur nach Punkten.
Es ist fraglich, ob er jüdischer Abstammung war. Diese Frage stellt sich, weil es über sein Schicksal nach 1940 zwei völlig unterschiedliche Narrative gibt. 
Jungle World schreibt, Buonagurio sei, nachdem die deutsche Wehrmacht 1940 Paris besetzt hatte, als Jude festgenommen und schließlich ins Konzentrationslager Auschwitz deportiert worden. Dort habe er an den sonntäglichen Schaukämpfen vor der SS-Mannschaft teilnehmen müssen. Er sei 1943 in Auschwitz ermordet worden.
Die französische Website politique-auschwitz hingegen, die als Geburtsort Marseille angibt und ihn als eingebürgerten Franzosen bezeichnet, zeichnet einen genauen Verlauf von Verhaftung, Deportation und Tod. Sie beruft sich dabei auf die Fondation pour la Mémoire de la Déportation (FMD) und Le Bureau des Archives des victimes de conflits contemporains (BAVCC) in Caen:
- Verhaftung in einem Café am Vieux Port von Marseille am 23. Januar 1943.
- Deportation ins Konzentrationslager Sachsenhausen am 28. April 1942 mit der Nummer 64769.[4]
- Überstellung in das Konzentrationslager Buchenwald am 4. Februar 1945, danach in die Buchenwald-Außenstelle Langenstein am 18. Februar 1945.
- Todesmarsch und Tod am 16. April 1945 in Trossin.